# Jenny Luxeuil
Jenny Luxeuil née Lucienne Anna Raphenne le 13 novembre 1905 à Luxeuil-les-Bains (Haute-Saône) est morte le 5 mars 1981 à Saint-Rémy (Haute-Saône), est une actrice française.

## Biographie
Lucienne Raphenne était une fille d'ouvrier. Partie à Paris dans les années 1920, elle y est devenue modèle photo et mannequin sous le pseudonyme de Jennie Luxeuil puis actrice de cinéma dans des films français et allemands sous celui de Jenny Luxeuil. 
Après une brève carrière au cinéma entreprise en 1927 « au hasard d'un concours organisé par une société cinématographique » et suivie d'une ascension remarquable, Jenny Luxeuil s'était retirée dans un couvent montpelliérain en 1935 mais elle  ne mènera pas finalement à terme son engagement religieux. Une dizaine d'années plus tard, elle reviendra vivre dans sa ville natale. En proie à des exaltations mystiques intenses, elle terminera son existence dans un hôpital psychiatrique, laissant derrière elle un courrier extrêmement abondant.

## Filmographie
- 1929 : Trois jeunes filles nues de Robert Boudrioz : Lulu
- 1929 : Cagliostro de Richard Oswald
- 1929 : L'Escale de Jean Gourguet
- 1930 : La nuit est à nous de Roger Lion : (non créditée)
- 1930 : Virages de André Jaeger-Schmidt : Cécile Darcourt
- 1930 : L'Équipe de Jean Lods
- 1932 : Le Disparu de l'ascenseur de Giulio Del Torre : Lucette Gardenois
- 1932 : Une nuit à l'hôtel de Léo Mittler
- 1932 : Camp volant de Max Reichmann : Senta

## Biographie
- Après six années d'enquête,  le Luxovien Thierry Piquard, aidé du journaliste Fabrice Duchêne, a publié au mois d'avril 2024 une biographie intitulée "Jenny Luxeuil"[1] retraçant la vie de cette femme au parcours romanesque. Contact : biographie.jenny@gmail.com